# 大館曲げわっぱ
大館曲げわっぱ（おおだてまげわっぱ）は、秋田県大館市で生産される曲物。
江戸時代から伝わる伝統工芸品で、経済産業大臣指定伝統的工芸品に指定されている。大館曲げわっぱ協同組合に加盟する各社でそれぞれ製作・販売されている。

## 特徴
秋田音頭の歌詞の中で秋田名物として歌われる秋田県を代表する特産品のひとつで、主におひつや弁当箱などに使用される。
弾力性に富み美しい木目を特徴とする秋田杉を薄く剥ぎ、熱湯で煮て柔らかくしてから筒状に丸め、山桜の皮で縫い止め、底板を密着させて作成される。高級感がある秋田杉の美しい木目と色合い、香りの良さが食べ物をより一層美味しくさせる一方、原材料が木材であるため、湿気や熱湯に弱く、割れやすい・傷みやすいなどの欠点もある。
従来は薄板を曲げて作られる円筒形の曲物だけだったが、昭和時代後半から、コップ、コーヒーカップやビールジョッキ、とっくりなど、さまざまな器が製作されるようになった。近年では曲げわっぱの技術を使って、照明器具、インテリア雑貨、アクセサリーなど多種多様な製品が生み出されている。

## 歴史
大館曲げわっぱは、きこりが天然秋田杉の柾目板で曲物の器を作ったことから始まったとされている。道目木遺跡から推定10世紀初頭に製作された曲げわっぱが出土しており、少なくとも平安時代には使用されていたと考えられる。
産業として確立したのは17世紀後半頃。大館城主となった佐竹西家が、領民の貧困問題の打開策として領内の豊富な天然秋田杉に目を付け、下級武士たちに曲げわっぱの内職を奨励した。また農民には、年貢米の代わりとして、山から城下まで原木を運ばせた。製品は酒田・新潟・関東などへと流通し、大館曲げわっぱの産業としての発展につながった。
江戸時代末期から近代にかけて、その技法は武士や職人たちによって受け継がれ、1980年（昭和55年）10月16日には、財団法人 伝統的工芸品産業振興協会より経済産業大臣指定伝統的工芸品の指定を受けるなど、秋田を代表する特産品へと成長していった。
大館曲げわっぱの材料となる天然秋田杉は、近年、減少が著しく、資源保護の観点から、2013年（平成25年）度以降の伐採が禁止された。そのため、現在では人工の造林杉での制作を余儀なくされている。人工杉の多くは天然秋田杉に比べて硬く、曲げると折れやすい。曲げることが可能な適材の割合は7％程度と非常に低いため、適材木選別調査が円滑に行われるように研究が進められている。

## 大館曲げわっぱ協同組合
大館曲げわっぱ協同組合（おおだてまげわっぱきょうどうくみあい）は、大館市で曲げわっぱを製作する企業の組合である。1979年（昭和54年） に設立され、地域団体商標「大館曲げわっぱ」の権利者である。共同で後継者の育成や原材料の購入、販売促進、曲げわっぱ体験工房などを運営している。
2024年3月時点で5社が加盟する。
- 有限会社 栗久（大館市中町）
- 有限会社 柴田慶信商店（大館市御成町）
- 工房るわっぱ（大館市東台）
- 株式会社りょうび庵（大館市東）
- 曲げわっぱ工房Ｅ０８（）（大館市二井田）